# UCI Europe Tour 2011
Navigation
Édition précédente Édition suivante
L'UCI Europe Tour 2011 est la septième édition de l'UCI Europe Tour, l'un des cinq circuits continentaux de cyclisme de l'Union cycliste internationale. Il est composé de plus de 300 compétitions, organisées du 28 octobre 2010 au 16 octobre 2011 en Europe. Les championnats du monde élites et moins de 23 ans disputés à Copenhague bien que non officiellement inscrits au calendrier comptent pour le classement tout comme les championnats nationaux.

## Calendrier des épreuves

### Octobre 2010
| Date  | Course          | Pays    | Classe | Vainqueur      | Équipe    |
| ----- | --------------- | ------- | ------ | -------------- | --------- |
| 28-31 | Tour de Marmara | Turquie | 2.2    | Kemal Küçükbay | Brisaspor |

### Novembre 2010
| Date | Course         | Pays    | Classe | Vainqueur    | Équipe          |
| ---- | -------------- | ------- | ------ | ------------ | --------------- |
| 4-7  | Tour de Alanya | Turquie | 2.2    | Nikias Arndt | LKT Brandenburg |

### Janvier 2011
| Date  | Course                                   | Pays   | Classe | Vainqueur           | Équipe     |
| ----- | ---------------------------------------- | ------ | ------ | ------------------- | ---------- |
| 28-30 | Tour de la province de Reggio de Calabre | Italie | 2.1    | Daniele Pietropolli | Lampre-ISD |
| 30    | Grand Prix d'ouverture La Marseillaise   | France | 1.1    | Jérémy Roy          | FDJ        |

### Février 2011
| Date  | Course                          | Pays     | Classe | Vainqueur           | Équipe                    |
| ----- | ------------------------------- | -------- | ------ | ------------------- | ------------------------- |
| 2-6   | Étoile de Bessèges              | France   | 2.1    | Anthony Ravard      | AG2R La Mondiale          |
| 5     | Grand Prix de la côte étrusque  | Italie   | 1.1    | Elia Viviani        | Liquigas-Cannondale       |
| 6     | Trofeo Palma de Mallorca        | Espagne  | 1.1    | Tyler Farrar        | Garmin-Cervélo            |
| 7     | Trofeo Cala Millor              | Espagne  | 1.1    | Tyler Farrar        | Garmin-Cervélo            |
| 8     | Trofeo Inca                     | Espagne  | 1.1    | Ben Hermans         | RadioShack                |
| 9     | Trofeo Deià                     | Espagne  | 1.1    | José Joaquín Rojas  | Movistar                  |
| 9-13  | Tour méditerranéen              | France   | 2.1    | David Moncoutié     | Cofidis                   |
| 10    | Trofeo Magaluf-Palmanova        | Espagne  | 1.1    | Murilo Fischer      | Garmin-Cervélo            |
| 16-20 | Tour de l'Algarve               | Portugal | 2.1    | Tony Martin         | HTC-Highroad              |
| 19    | Trofeo Laigueglia               | Italie   | 1.1    | Daniele Pietropolli | Lampre-ISD                |
| 19-20 | Tour du Haut-Var                | France   | 2.1    | Thomas Voeckler     | Europcar                  |
| 20-24 | Tour d'Andalousie               | Espagne  | 2.1    | Markel Irizar       | RadioShack                |
| 22-26 | Tour de Sardaigne               | Italie   | 2.1    | Peter Sagan         | Liquigas-Cannondale       |
| 26    | Gran Premio dell'Insubria       | Suisse   | 1.1    | Giovanni Visconti   | Farnese Vini-Neri Sottoli |
| 26    | Beverbeek Classic               | Belgique | 1.2    | Evert Verbist       | Verandas Willems-Accent   |
| 26    | Ster van Zwolle                 | Pays-Bas | 1.2    | Barry Markus        | Rabobank Continental      |
| 26    | Circuit Het Nieuwsblad          | Belgique | 1.HC   | Sebastian Langeveld | Rabobank                  |
| 27    | Boucles du Sud Ardèche          | France   | 1.1    | Arthur Vichot       | FDJ                       |
| 27    | Clásica de Almería              | Espagne  | 1.1    | Matteo Pelucchi     | Geox-TMC                  |
| 27    | Kuurne-Bruxelles-Kuurne         | Belgique | 1.1    | Christopher Sutton  | Sky                       |
| 27    | Grand Prix de Lugano            | Suisse   | 1.1    | Ivan Basso          | Liquigas-Cannondale       |
| 27    | Classica Sarda Sassari-Cagliari | Italie   | 1.1    | Pavel Brutt         | Katusha                   |

### Mars 2011
| Date  | Course                                          | Pays     | Classe | Vainqueur           | Équipe                             |
| ----- | ----------------------------------------------- | -------- | ------ | ------------------- | ---------------------------------- |
| 2     | Le Samyn                                        | Belgique | 1.1    | Dominic Klemme      | Leopard-Trek                       |
| 3     | Tour du Frioul                                  | Italie   | 1.1    | José Serpa          | Androni Giocattoli                 |
| 4-6   | Tour de Murcie                                  | Espagne  | 2.1    | Jérôme Coppel,      | Saur-Sojasun                       |
| 4-6   | Trois Jours de Flandre-Occidentale              | Belgique | 2.1    | Jesse Sergent       | RadioShack                         |
| 5     | Monte Paschi Strade Bianche                     | Italie   | 1.1    | Philippe Gilbert    | Omega Pharma-Lotto                 |
| 5     | Flèche flamande                                 | Belgique | 1.2    | Frédéric Amorison   | Landbouwkrediet                    |
| 6     | Trofeo Zssdi                                    | Italie   | 1.2    | Enrico Battaglin    | Zalf Désirée Fior                  |
| 6     | Grand Prix de Lillers-Souvenir Bruno Comini     | France   | 1.2    | Denis Flahaut       | Roubaix Lille Métropole            |
| 13    | Trofeo Franco Balestra                          | Italie   | 1.2    | Alessandro Mazzi    | Petroli Firenze                    |
| 13    | Paris-Troyes                                    | France   | 1.2    | Jonathan Hivert     | Saur-Sojasun                       |
| 13    | Circuit du Pays de Waes                         | Belgique | 1.2    | Aidis Kruopis       | Landbouwkrediet                    |
| 13    | Poreč Trophy                                    | Croatie  | 1.2    | Blaž Jarc           | Adria Mobil                        |
| 13    | Course des chats                                | Belgique | 1.2    | Jonas Van Genechten | Wallonie Bruxelles-Crédit agricole |
| 13    | Dorpenomloop Rucphen                            | Pays-Bas | 1.2    | Barry Markus        | Rabobank Continental               |
| 16    | Nokere Koerse                                   | Belgique | 1.1    | Gert Steegmans      | Quick Step                         |
| 17-20 | Istrian Spring Trophy                           | Croatie  | 2.2    | Robert Vrečer       | Perutnina Ptuj                     |
| 18    | Handzame Classic                                | Belgique | 1.1    | Steve Schets        | Donckers Koffie-Jelly Belly        |
| 19    | Classic Loire-Atlantique                        | France   | 1.2    | Lieuwe Westra       | Vacansoleil-DCM                    |
| 20    | Cholet-Pays de Loire                            | France   | 1.1    | Thomas Voeckler     | Europcar                           |
| 20    | Grand Prix San Giuseppe                         | Italie   | 1.2    | Enrico Battaglin    | Zalf Désirée Fior                  |
| 20    | Roue tourangelle                                | France   | 1.2    | David Veilleux      | Europcar                           |
| 21-27 | Tour de Normandie                               | France   | 2.2    | Alexandre Blain     | Endura Racing                      |
| 22-26 | Semaine internationale Coppi et Bartali         | Italie   | 2.1    | Emanuele Sella      | Androni Giocattoli                 |
| 23    | À travers les Flandres                          | Belgique | 1.1    | Nick Nuyens         | Saxo Bank-Sungard                  |
| 25-27 | Grande Prémio Crédito Agrícola de la Costa Azul | Portugal | 2.2    | Filipe Cardoso      | Barbot-Efapel                      |
| 26    | Grand Prix E3                                   | Belgique | 1.HC   | Fabian Cancellara   | Leopard-Trek                       |
| 26-27 | Critérium international                         | France   | 2.HC   | Fränk Schleck       | Leopard-Trek                       |
| 29-31 | Trois Jours de La Panne                         | Belgique | 2.HC   | Sébastien Rosseler  | RadioShack                         |

### Avril 2011
| Date  | Course                                                  | Pays               | Classe | Vainqueur          | Équipe                             |
| ----- | ------------------------------------------------------- | ------------------ | ------ | ------------------ | ---------------------------------- |
| 1     | Route Adélie de Vitré                                   | France             | 1.1    | Renaud Dion        | Bretagne-Schuller                  |
| 1-3   | Triptyque des Monts et Châteaux                         | Belgique           | 2.2    | Tom Dumoulin       | Rabobank Continental               |
| 2     | Hel van het Mergelland                                  | Pays-Bas           | 1.1    | Pim Ligthart       | Vacansoleil-DCM                    |
| 2     | Grand Prix Miguel Indurain                              | Espagne            | 1.HC   | Samuel Sánchez     | Euskaltel-Euskadi                  |
| 3     | Flèche d'Émeraude                                       | France             | 1.1    | Tony Gallopin      | Cofidis                            |
| 3     | Grand Prix de Nogent-sur-Oise                           | France             | 1.2    | Alexey Tsatevitch  | Itera-Katusha                      |
| 3     | Trofeo Piva Banca Popolare                              | Italie             | 1.2U   | Richard Lang       | Jayco-AIS                          |
| 5-8   | Circuit de la Sarthe                                    | France             | 2.1    | Anthony Roux       | FDJ                                |
| 6     | Grand Prix de l'Escaut                                  | Belgique           | 1.HC   | Mark Cavendish     | HTC-Highroad                       |
| 6-9   | Cinturón a Mallorca                                     | Espagne            | 2.2    | Iker Camaño        | Endura Racing                      |
| 6-10  | Grand Prix de Sotchi                                    | Russie             | 2.2    | Björn Schröder     | Nutrixxion Sparkasse               |
| 7     | Grand Prix Pino Cerami                                  | Belgique           | 1.1    | Bert Scheirlinckx  | Landbouwkrediet                    |
| 8-10  | Circuit des Ardennes                                    | France             | 2.2    | Gianni Meersman    | FDJ                                |
| 9     | Trophée Edil C                                          | Italie             | 1.2    | Mattia Pozzo       | Viris Vigevano-Lomellina           |
| 9     | Tour des Flandres espoirs                               | Belgique           | 1.Ncup | Salvatore Puccio   | Équipe nationale d'Italie          |
| 10    | Klasika Primavera                                       | Espagne            | 1.1    | Jonathan Hivert    | Saur-Sojasun                       |
| 10    | Tour des Apennins                                       | Italie             | 1.1    | Damiano Cunego     | Lampre-ISD                         |
| 12    | Paris-Camembert                                         | France             | 1.1    | Sandy Casar        | FDJ                                |
| 13    | Flèche brabançonne                                      | Belgique           | 1.HC   | Philippe Gilbert   | Omega Pharma-Lotto                 |
| 13    | Côte picarde                                            | France             | 1.Ncup | Arnaud Démare      | Équipe nationale de France         |
| 13-17 | Tour de Castille-et-León                                | Espagne            | 2.1    | Xavier Tondo       | Movistar                           |
| 13-17 | Tour du Loir-et-Cher                                    | France             | 2.2    | Anthony Saux       | UC Nantes Atlantique               |
| 13-17 | Tour de Grèce                                           | Grèce              | 2.2    | Stefan Schäfer     | LKT Brandenburg                    |
| 14    | Grand Prix de Denain                                    | France             | 1.1    | Jimmy Casper       | Saur-Sojasun                       |
| 15-16 | Tour de Drenthe                                         | Pays-Bas           | 2.1    | Kenny van Hummel   | Skil-Shimano                       |
| 16    | Tour du Finistère                                       | France             | 1.1    | Romain Feillu      | Vacansoleil-DCM                    |
| 16    | Liège-Bastogne-Liège espoirs                            | Belgique           | 1.2U   | Tosh Van der Sande | Omega Pharma-Lotto Davo            |
| 16    | ZLM Tour                                                | Pays-Bas           | 1.Ncup | Luke Rowe          | Équipe nationale du Royaume-Uni    |
| 17    | Tro Bro Leon                                            | France             | 1.1    | Vincent Jérôme     | Europcar                           |
| 17    | Zellik-Galmaarden                                       | Belgique           | 1.2    | Gaëtan Bille       | Wallonie Bruxelles-Crédit agricole |
| 17    | East Midlands International Cicle Classic               | Royaume-Uni        | 1.2    | Zakkari Dempster   | Rapha Condor-Sharp                 |
| 17    | Grand Prix de Donetsk                                   | Ukraine            | 1.2    | Yuriy Agarkov      | ISD-Lampre Continental             |
| 19-22 | Tour du Trentin                                         | Italie             | 2.HC   | Michele Scarponi   | Lampre-ISD                         |
| 19-23 | Toscane-Terre de cyclisme                               | Italie             | 2.Ncup | Georg Preidler     | Équipe nationale d'Autriche        |
| 20-24 | Grand Prix d'Adyguée                                    | Russie             | 2.2    | Kirill Sinitsyn    | Sibir                              |
| 23    | Grand Prix Herning                                      | Danemark           | 1.1    | Troels Vinther     | Glud & Marstrand-LRØ               |
| 23    | Gran Premio Llodio                                      | Espagne            | 1.1    | Santiago Pérez     | Barbot-Efapel                      |
| 23    | Banja Luka-Belgrade I                                   | Bosnie-Herzégovine | 1.2    | Krisztián Lovassy  | Ora Hotels Carrera                 |
| 23    | Arno Wallaard Memorial                                  | Pays-Bas           | 1.2    | Arne Hassink (nl)  | TT Raiko Argon 18                  |
| 24    | Tour de La Rioja                                        | Espagne            | 1.1    | Imanol Erviti      | Movistar                           |
| 24    | Paris-Mantes-en-Yvelines                                | France             | 1.2    | Pierre Drancourt   | ESEG Douai                         |
| 24    | Himmerland Rundt                                        | Danemark           | 1.2    | Michael Reihs      | Christina Watches-Onfone           |
| 24    | Banja Luka-Belgrade II                                  | Serbie             | 1.2    | Matija Kvasina     | Loborika Favorit                   |
| 24-1  | Tour de Turquie                                         | Turquie            | 2.HC   | Alexander Efimkin  | Type 1-Sanofi Aventis              |
| 25    | Tour de Cologne                                         | Allemagne          | 1.1    | Michael Matthews   | Rabobank                           |
| 25    | Tour de Hollande-Septentrionale                         | Pays-Bas           | 1.2    | Niels Wytinck      | Colba-Mercury                      |
| 25    | Gran Premio della Liberazione                           | Italie             | 1.2U   | Matteo Trentin     | Brilla-Pasta Montegrappa           |
| 25    | Giro del Belvedere                                      | Italie             | 1.2U   | Nicola Boem        | Zalf Désirée Fior                  |
| 25-1  | Tour de Bretagne                                        | France             | 2.2    | Péter Kusztor      | Atlas Personal                     |
| 26    | Gran Premio Palio del Recioto                           | Italie             | 1.2U   | Georg Preidler     | Tyrol                              |
| 28-2  | Tour des Asturies                                       | Espagne            | 2.1    | Javier Moreno      | Caja Rural                         |
| 30    | Grand Prix de l'industrie et de l'artisanat de Larciano | Italie             | 1.1    | Ángel Vicioso      | Androni Giocattoli                 |
| 30    | Mayor Cup                                               | Russie             | 1.2    | Ivan Stević        | Partizan Powermove                 |

### Mai 2011
| Date  | Course                           | Pays      | Classe | Vainqueur            | Équipe                     |
| ----- | -------------------------------- | --------- | ------ | -------------------- | -------------------------- |
| 1     | Grand Prix de Francfort          | Allemagne | 1.HC   | John Degenkolb       | HTC-Highroad               |
| 1     | Grand Prix de Francfort espoirs  | Allemagne | 1.2U   | Patrick Bercz        | Nrw                        |
| 1     | Mémorial Andrzej Trochanowski    | Pologne   | 1.2    | André Schulze        | CCC Polsat Polkowice       |
| 1     | Grand Prix du 1er mai            | Belgique  | 1.2    | Aidis Kruopis        | Landbouwkrediet            |
| 1     | Circuito del Porto               | Italie    | 1.2    | Cristian Rossi       | Casati Named               |
| 1     | Mémorial Oleg Dyachenko          | Russie    | 1.2    | Dmytro Kosyakov      | Itera-Katusha              |
| 2     | Grand Prix of Moscow             | Russie    | 1.2    | Oleksandr Martynenko | ISD-Lampre Continental     |
| 4-7   | Tour du Frioul-Vénétie julienne  | Italie    | 2.2    | Matteo Busato        | Zalf Désirée Fior          |
| 4-8   | Quatre Jours de Dunkerque        | France    | 2.HC   | Thomas Voeckler      | Europcar                   |
| 5-9   | Cinq anneaux de Moscou           | Russie    | 2.2    | Sergey Firsanov      | Itera-Katusha              |
| 6-8   | Szlakiem Grodów Piastowskich     | Pologne   | 2.1    | Robert Vrečer        | Perutnina Ptuj             |
| 7     | Tour d'Overijssel                | Pays-Bas  | 1.2    | Wouter Haan          | Ruiter-Dakkapellen         |
| 7-8   | Tour de la communauté de Madrid  | Espagne   | 2.1    | Rui Costa            | Movistar                   |
| 8     | Circuit de Wallonie              | Belgique  | 1.2    | Diego Tamayo         | WIT                        |
| 8     | Grand Premio Industrie del Marmo | Italie    | 1.2    | Rafael Andriato      | Petroli Firenze            |
| 8     | Omloop der Kempen                | Pays-Bas  | 1.2    | Jos Pronk            | Ruiter-Dakkapellen         |
| 12-15 | Rhône-Alpes Isère Tour           | France    | 2.2    | Sylvain Georges      | Big Mat-Auber 93           |
| 13-15 | Tour de Picardie                 | France    | 2.1    | Romain Feillu        | Vacansoleil-DCM            |
| 14    | Scandinavian Race Uppsala        | Suède     | 1.2    | Andžs Flaksis        | Rietumu-Delfin             |
| 16-21 | Olympia's Tour                   | Pays-Bas  | 2.2    | Jetse Bol            | Rabobank Continental       |
| 18-22 | Circuit de Lorraine              | France    | 2.1    | Anthony Roux         | FDJ                        |
| 20    | Jurmala Grand Prix               | Lettonie  | 1.2    | Jaan Kirsipuu        | Champion System            |
| 20-22 | Ronde de l'Isard                 | France    | 2.2U   | Kenny Elissonde      | CC Étupes                  |
| 22    | ProRace Berlin                   | Allemagne | 1.1    | Marcel Kittel        | Skil-Shimano               |
| 22-29 | An Post Rás                      | Irlande   | 2.2    | Gediminas Bagdonas   | An Post-Sean Kelly         |
| 25-29 | Tour de Belgique                 | Belgique  | 2.HC   | Philippe Gilbert     | Omega Pharma-Lotto         |
| 25-29 | Tour de Bavière                  | Allemagne | 2.HC   | Geraint Thomas       | Sky                        |
| 26-29 | Tour de Trakya                   | Turquie   | 2.2    | Andreas Keuser       | Worldofbike.gr             |
| 27    | Tallinn-Tartu Grand Prix         | Estonie   | 1.1    | Angelo Furlan        | Christina Watches-Onfone   |
| 27-29 | Tour de Gironde                  | France    | 2.2    | Julien Foisnet       | Véranda Rideau Sarthe 72   |
| 28    | Grand Prix de Plumelec-Morbihan  | France    | 1.1    | Sylvain Georges      | Big Mat-Auber 93           |
| 28    | SEB Tartu Grand Prix             | Estonie   | 1.1    | Jean-Eudes Demaret   | Cofidis                    |
| 29    | Rogaland Grand Prix              | Norvège   | 2.2    | Frederik Wilmann     | Joker Merida               |
| 29    | Boucles de l'Aulne               | France    | 1.1    | Martijn Keizer       | Vacansoleil-DCM            |
| 29    | Paris-Roubaix espoirs            | France    | 1.2U   | Ramon Sinkeldam      | Rabobank Continental       |
| 29    | Trofeo Città di San Vendemiano   | Italie    | 1.2U   | Michele Gazzara      | Trevigiani Dynamon Bottoli |

### Juin 2011
| Date  | Course                                            | Pays       | Classe | Vainqueur           | Équipe                        |
| ----- | ------------------------------------------------- | ---------- | ------ | ------------------- | ----------------------------- |
| 1-4   | Tour de Berlin                                    | Allemagne  | 2.2U   | Jasha Sütterlin     | Thüringer Energie             |
| 1-5   | Tour de Norvège                                   | Norvège    | 2.2    | Wilco Kelderman     | Rabobank Continental          |
| 1-5   | Tour de Luxembourg                                | Luxembourg | 2.HC   | Linus Gerdemann     | Leopard-Trek                  |
| 2     | Trofeo Alcide Degasperi                           | Italie     | 1.2    | Matteo Trentin      | Brilla-Pasta Montegrappa      |
| 2-5   | Tour of Isparta                                   | Turquie    | 2.2    | Mustafa Sayar       | Konya Torku Şeker Spor-Vivelo |
| 4-11  | Tour de Roumanie                                  | Roumanie   | 2.2    | Andrei Nechita      | Équipe nationale de Roumanie  |
| 4-11  | Tour de Slovaquie                                 | Slovaquie  | 2.2    | Nikita Novikov      | Itera-Katusha                 |
| 5     | Grand Prix du canton d'Argovie                    | Suisse     | 1.1    | Michael Albasini    | Équipe nationale de Suisse    |
| 5     | Mémorial Philippe Van Coningsloo                  | Belgique   | 1.2    | Andrew Fenn         | An Post-Sean Kelly            |
| 5     | Coppa della Pace                                  | Italie     | 1.2    | Andrey Solomennikov | Itera-Katusha                 |
| 5     | Tour de Rijke                                     | Pays-Bas   | 1.1    | Theo Bos            | Rabobank                      |
| 8-12  | Carpathia Couriers Path                           | Pologne    | 2.2U   | Paweł Bernas        | Kellys GKS Cartusia Kartuzy   |
| 9-12  | Tour de l'Alentejo                                | Portugal   | 2.2    | Evaldas Šiškevičius | Vélo-Club La Pomme Marseille  |
| 9-12  | Ronde de l'Oise                                   | France     | 2.2    | Gediminas Bagdonas  | An Post-Sean Kelly            |
| 9-13  | Flèche du Sud                                     | Luxembourg | 2.2    | Lasse Bøchman       | Glud & Marstrand-LRØ          |
| 10-12 | Delta Tour Zeeland                                | Pays-Bas   | 2.1    | Marcel Kittel       | Skil-Shimano                  |
| 10-19 | Girobio                                           | Italie     | 2.2    | Mattia Cattaneo     | Trevigiani Dynamon Bottoli    |
| 12    | Neuseen Classics – Rund um die Braunkohle         | Allemagne  | 1.1    | André Schulze       | CCC Polsat Polkowice          |
| 12    | Val d'Ille U Classic 35                           | France     | 1.2    | Guillaume Louyest   | Sojasun espoir-ACNC           |
| 12    | Internationaler Raiffeisen Grand Prix             | Autriche   | 1.2    | Tomislav Dančulović | Loborika Favorit              |
| 13-19 | Tour de Serbie                                    | Serbie     | 2.2    | Ivan Stević         | Partizan Powermove            |
| 13-19 | Tour de Thuringe                                  | Allemagne  | 2.2U   | Wilco Kelderman     | Rabobank Continental          |
| 15-19 | Ster ZLM Toer                                     | Pays-Bas   | 2.1    | Philippe Gilbert    | Omega Pharma-Lotto            |
| 16-18 | Małopolski Wyścig Górski                          | Pologne    | 2.2    | Tomasz Marczyński   | CCC Polsat Polkowice          |
| 16-19 | Tour de Slovénie                                  | Slovénie   | 2.1    | Diego Ulissi        | Lampre-ISD                    |
| 16-19 | Route du Sud                                      | France     | 2.1    | Vasil Kiryienka     | Movistar                      |
| 16-19 | Boucles de la Mayenne                             | France     | 2.2    | Jimmy Casper        | Saur-Sojasun                  |
| 16-19 | Tour des Pays de Savoie                           | France     | 2.2    | Nikita Novikov      | Itera-Katusha                 |
| 17-19 | Tour de Haute-Autriche                            | Autriche   | 2.2    | Petr Benčík         | PSK Whirlpool-Author          |
| 19    | Tour de Toscane                                   | Italie     | 1.1    | Daniel Martin       | Garmin-Cervélo                |
| 19    | Flèche ardennaise                                 | Belgique   | 1.2    | Zico Waeytens       | Omega Pharma-Lotto Davo       |
| 22    | Halle-Ingooigem                                   | Belgique   | 1.1    | Roy Curvers         | Skil-Shimano                  |
| 29    | Internationale Wielertrofee Jong Maar Moedig      | Belgique   | 1.2    | Bert Scheirlinckx   | Landbouwkrediet               |
| 29-2  | Course de Solidarność et des champions olympiques | Pologne    | 2.1    | Marcin Sapa         | Polska Szosowa                |
| 30-3  | Tour of Cappadocia                                | Turquie    | 2.2    | Mert Mutlu          | Brisaspor                     |

### Juillet 2011
| Date  | Course                                               | Pays      | Classe | Vainqueur            | Équipe                        |
| ----- | ---------------------------------------------------- | --------- | ------ | -------------------- | ----------------------------- |
| 2     | Grand Prix Kranj                                     | Slovénie  | 1.1    | Simone Ponzi         | Liquigas-Cannondale           |
| 2     | Circuit Het Nieuwsblad espoirs                       | Belgique  | 1.2    | Tom Van Asbroeck     | Van Der Vurst                 |
| 3     | À travers le Hageland                                | Belgique  | 1.2    | Grégory Habeaux      | Verandas Willems-Accent       |
| 3-10  | Tour d'Autriche                                      | Autriche  | 2.HC   | Fredrik Kessiakoff   | Astana                        |
| 6-10  | Sibiu Cycling Tour                                   | Roumanie  | 2.2    | Vladimir Koev        | Konya Torku Şeker Spor-Vivelo |
| 7-10  | Grande Prémio Internacional de Torres Vedras         | Portugal  | 2.2    | Ricardo Mestre       | Tavira-Prio                   |
| 7-10  | Tour de la communauté de Madrid espoirs              | Espagne   | 2.2U   | Bob Rodriguez        | AVC Aix-en-Provence           |
| 7-10  | Tour de République tchèque                           | Tchéquie  | 2.2    | Stanislav Kozubek    | PSK Whirlpool-Author          |
| 10    | Ronde pévéloise                                      | France    | 1.2    | Arnaud Démare        | CC Nogent-sur-Oise            |
| 10    | Giro del Medio Brenta                                | Italie    | 1.2    | Moreno Moser         | Équipe nationale d'Italie     |
| 11    | Grote Prijs van de Stad Geel                         | Belgique  | 1.2    | Sam Bennett          | An Post-Sean Kelly            |
| 15    | Grand Prix Nobili Rubinetterie-Coppa Città di Stresa | Italie    | 1.1    | Elia Viviani         | Liquigas-Cannondale           |
| 15    | Championnats d'Europe - contre-la-montre espoirs     | Italie    | CC     | Yoann Paillot        | Équipe nationale de France    |
| 16    | Grand Prix Nobili Rubinetterie-Coppa Papà Carlo      | Italie    | 1.1    | Simone Ponzi         | Liquigas-Cannondale           |
| 17    | Championnats d'Europe - course en ligne espoirs      | Italie    | CC     | Julian Kern          | Équipe nationale d'Allemagne  |
| 20-24 | Brixia Tour                                          | Italie    | 2.1    | Fortunato Baliani    | D'Angelo & Antenucci-Nippo    |
| 23    | Miskolc GP                                           | Hongrie   | 1.2    | Matija Kvasina       | Loborika Favorit              |
| 23-25 | Kreiz Breizh Elites                                  | France    | 2.2    | Laurent Pichon       | Bretagne-Schuller             |
| 23-27 | Tour de Wallonie                                     | Belgique  | 2.HC   | Greg Van Avermaet    | BMC Racing                    |
| 24    | Grand Prix de Pérenchies                             | France    | 1.2    | Anthony Colin        | Roubaix Lille Métropole       |
| 24    | Budapest GP                                          | Hongrie   | 1.2    | Andris Smirnovs      | Équipe nationale de Lettonie  |
| 25    | Classique d'Ordizia                                  | Espagne   | 1.1    | Julien Simon         | Saur-Sojasun                  |
| 26-30 | Dookola Mazowska                                     | Pologne   | 2.2    | Robert Radosz        | BDC                           |
| 27-31 | Tour Alsace                                          | France    | 2.2    | Thibaut Pinot        | FDJ                           |
| 31    | Circuit de Getxo                                     | Espagne   | 1.1    | Juan José Lobato     | Andalucía-Caja Granada        |
| 31    | Trophée Matteotti                                    | Italie    | 1.1    | Oscar Gatto          | Farnese Vini-Neri Sottoli     |
| 31    | Polynormande                                         | France    | 1.1    | Anthony Delaplace    | Saur-Sojasun                  |
| 31    | Tour de Bochum                                       | Allemagne | 1.1    | Pieter Vanspeybrouck | Topsport Vlaanderen-Mercator  |

### Août 2011
| Date  | Course                             | Pays        | Classe | Vainqueur          | Équipe                          |
| ----- | ---------------------------------- | ----------- | ------ | ------------------ | ------------------------------- |
| 2-6   | Tour de León                       | Espagne     | 2.2    | Marc Goos          | Rabobank Continental            |
| 3-4   | Paris-Corrèze                      | France      | 2.1    | Samuel Dumoulin    | Cofidis                         |
| 3-7   | Tour de Burgos                     | Espagne     | 2.HC   | Joaquim Rodríguez  | Katusha                         |
| 3-7   | Tour du Danemark                   | Danemark    | 2.HC   | Simon Gerrans      | Sky                             |
| 4-15  | Tour du Portugal                   | Portugal    | 2.1    | Ricardo Mestre     | Tavira-Prio                     |
| 5     | Gran Premio Folignano              | Italie      | 1.2    | Kristijan Đurasek  | Loborika Favorit                |
| 6     | Grand Prix de la ville de Camaiore | Italie      | 1.1    | Fabio Taborre      | Acqua & Sapone                  |
| 6     | GP Betonexpressz 2000              | Hongrie     | 1.2    | Martin Schöffmann  | WSA-Viperbike Kärnten           |
| 7     | Flèche du port d'Anvers            | Belgique    | 1.2    | Pirmin Lang        | Atlas Personal                  |
| 7     | Trofeo Internazionale Bastianelli  | Italie      | 1.2    | Kristijan Đurasek  | Loborika Favorit                |
| 9-13  | Tour de l'Ain                      | France      | 2.1    | David Moncoutié    | Cofidis                         |
| 10-13 | Tour of Szeklerland                | Roumanie    | 2.2    | Florian Bissinger  | Arbö Gebrüder Weiss-Oberndorfer |
| 11-14 | Mi-août en Bretagne                | France      | 2.2    | Mark McNally       | An Post-Sean Kelly              |
| 13    | Memorial Henryka Lasaka            | Pologne     | 1.2    | Luka Mezgec        | Sava                            |
| 14    | Coupe des Carpates                 | Pologne     | 1.2    | Jacek Morajko      | CCC Polsat Polkowice            |
| 14    | Gran Premio di Poggiana            | Italie      | 1.2U   | Mattia Cattaneo    | Trevigiani Dynamon Bottoli      |
| 14    | London-Surrey Cycle Classic        | Royaume-Uni | 1.2    | Mark Cavendish     | Équipe nationale du Royaume-Uni |
| 14    | À travers la Campine anversoise    | Belgique    | 1.2    | Tom Devriendt      | EFC-Quick Step                  |
| 16    | Gran Premio Capodarco              | Italie      | 1.2    | Mattia Cattaneo    | Trevigiani Dynamon Bottoli      |
| 16    | Trois vallées varésines            | Italie      | 1.HC   | Davide Rebellin    | Miche-Guerciotti                |
| 16-19 | Tour du Limousin                   | France      | 2.HC   | Björn Leukemans    | Vacansoleil-DCM                 |
| 17    | Coppa Agostoni                     | Italie      | 1.1    | Sacha Modolo       | Colnago-CSF Inox                |
| 18    | Coppa Bernocchi                    | Italie      | 1.1    | Yauheni Hutarovich | FDJ                             |
| 19    | Dutch Food Valley Classic          | Pays-Bas    | 1.1    | Theo Bos           | Rabobank                        |
| 20    | Trophée Melinda                    | Italie      | 1.1    | Davide Rebellin    | Miche-Guerciotti                |
| 20    | Puchar Ministra Obrony Narodowej   | Pologne     | 1.2    | Tomasz Kiendyś     | CCC Polsat Polkowice            |
| 21    | Châteauroux Classic de l'Indre     | France      | 1.1    | Anthony Ravard     | AG2R La Mondiale                |
| 23    | Grand Prix de la ville de Zottegem | Belgique    | 1.1    | Svein Tuft         | SpiderTech-C10                  |
| 23    | Grand Prix des Marbriers           | France      | 1.2    | Pierre Drancourt   | ESEG Douai                      |
| 23-26 | Tour du Poitou-Charentes           | France      | 2.1    | Jesse Sergent      | RadioShack                      |
| 23-28 | Tour de la vallée d'Aoste          | Italie      | 2.2    | Fabio Aru          | Palazzago                       |
| 24    | Druivenkoers Overijse              | Belgique    | 1.1    | Björn Leukemans    | Vacansoleil-DCM                 |
| 25    | Gran Premio Artigianato Carnaghese | Italie      | 1.1    | Giovanni Visconti  | Farnese Vini-Neri Sottoli       |
| 25-28 | Tour of Victory                    | Turquie     | 2.2    | Nazim Bakırcı      | Brisaspor                       |
| 28    | Coupe Sels                         | Belgique    | 1.1    | Aidis Kruopis      | Landbouwkrediet                 |
| 28    | Ronde van Midden-Nederland         | Pays-Bas    | 1.2    | Wim Stroetinga     | Ubbink-Koga                     |
| 28    | Ljubljana-Zagreb                   | Slovénie    | 1.2    | Kristjan Fajt      | Adria Mobil                     |
| 31-3  | Semaine cycliste lombarde          | Italie      | 2.1    | Thibaut Pinot      | FDJ                             |

### Septembre 2011
| Date  | Course                                            | Pays        | Classe | Vainqueur                       | Équipe                       |
| ----- | ------------------------------------------------- | ----------- | ------ | ------------------------------- | ---------------------------- |
| 2     | Tour of Vojvodina I                               | Serbie      | 1.2    | Gregor Gazvoda                  | Perutnina Ptuj               |
| 3     | Tour of Vojvodina II                              | Serbie      | 1.2    | Žolt Der                        | Partizan Powermove           |
| 4     | Tour du Doubs                                     | France      | 1.1    | Arthur Vichot                   | FDJ                          |
| 4     | Tour de Romagne et Coppa Placci                   | Italie      | 1.1    | Oscar Gatto                     | Farnese Vini-Neri Sottoli    |
| 4     | Grand Prix Jef Scherens                           | Belgique    | 1.1    | Jérôme Pineau                   | Quick Step                   |
| 4     | Mémorial Davide Fardelli                          | Italie      | 1.2    | Anton Vorobyev                  | Itera-Katusha                |
| 4     | Kernen Omloop Echt-Susteren                       | Pays-Bas    | 1.2    | Andris Smirnovs                 | Équipe nationale de Lettonie |
| 4-11  | Tour de l'Avenir                                  | France      | 2.Ncup | Esteban Chaves                  | Équipe nationale de Colombie |
| 6-10  | Tour de Padanie                                   | Italie      | 2.1    | Ivan Basso                      | Liquigas-Cannondale          |
| 7     | Mémorial Rik Van Steenbergen                      | Belgique    | 1.1    | Kenny van Hummel                | Skil-Shimano                 |
| 8-11  | Tour of Marmara                                   | Turquie     | 2.2    | Ali Rıza Tanrıverdi             | Équipe nationale de Turquie  |
| 10    | Paris-Bruxelles                                   | Belgique    | 1.HC   | Denis Galimzyanov               | Katusha                      |
| 11    | Grand Prix de Fourmies                            | France      | 1.HC   | Guillaume Blot                  | Bretagne-Schuller            |
| 11    | Chrono champenois                                 | France      | 1.2    | Luke Durbridge                  | Équipe nationale d'Australie |
| 11-18 | Tour de Grande-Bretagne                           | Royaume-Uni | 2.1    | Lars Boom                       | Rabobank                     |
| 11-18 | Tour de Bulgarie                                  | Bulgarie    | 2.1    | Ivaïlo Gabrovski                | CC Nessebar                  |
| 14    | Grand Prix de Wallonie                            | Belgique    | 1.1    | Philippe Gilbert                | Omega Pharma-Lotto           |
| 16    | Championnat des Flandres                          | Belgique    | 1.1    | Marcel Kittel                   | Skil-Shimano                 |
| 16    | Grand Prix de la Somme                            | France      | 1.1    | Anthony Roux                    | FDJ                          |
| 18    | Grand Prix de l'industrie et du commerce de Prato | Italie      | 1.1    | Peter Sagan                     | Liquigas-Cannondale          |
| 18    | Grand Prix d'Isbergues                            | France      | 1.1    | Jonas Aaen Jørgensen            | Saxo Bank-Sungard            |
| 18    | Grand Prix Impanis-Van Petegem                    | Belgique    | 1.2    | Sander Cordeel                  | Colba-Mercury                |
| 18    | Trofeo Gianfranco Bianchin                        | Italie      | 1.2    | Moreno Moser                    | Lucchini Maniva Ski          |
| 18    | Duo normand                                       | France      | 1.2    | Thomas Dekker Johan Vansummeren | Garmin-Cervélo               |
| 21    | Circuit du Houtland                               | Belgique    | 1.1    | Guillaume Van Keirsbulck        | Quick Step                   |
| 24-25 | Tour du Gévaudan                                  | France      | 2.2    | Guillaume Levarlet              | Saur-Sojasun                 |
| 27    | Ruota d'Oro                                       | Italie      | 1.2    | Antonio Parrinello              | Hopplà Truck Valdarno        |
| 29-2  | Tour de Wallonie picarde                          | Belgique    | 2.1    | Robbie McEwen                   | RadioShack                   |
| 30-2  | Cinturó de l'Empordà                              | Espagne     | 2.2    | Paul Voss                       | Endura Racing                |

### Octobre 2011
| Date | Course                     | Pays      | Classe | Vainqueur          | Équipe               |
| ---- | -------------------------- | --------- | ------ | ------------------ | -------------------- |
| 1    | Mémorial Marco Pantani     | Italie    | 1.1    | Fabio Taborre      | Acqua & Sapone       |
| 1    | Tour de Lombardie amateurs | Italie    | 1.2    | Cristiano Monguzzi | Casati Named         |
| 2    | Tour de Vendée             | France    | 1.HC   | Marco Marcato      | Vacansoleil-DCM      |
| 3    | Tour de Münster            | Allemagne | 1.1    | Marcel Kittel      | Skil-Shimano         |
| 4    | Binche-Tournai-Binche      | Belgique  | 1.1    | Rüdiger Selig      | Leopard-Trek         |
| 6-9  | Tour of Alanya             | Turquie   | 2.2    | Gabor Kasa         | Manisaspor           |
| 6    | Coppa Sabatini             | Italie    | 1.1    | Enrico Battaglin   | Colnago-CSF Inox     |
| 6    | Paris-Bourges              | France    | 1.1    | Mathew Hayman      | Sky                  |
| 8    | Tour d'Émilie              | Italie    | 1.HC   | Carlos Betancur    | Acqua & Sapone       |
| 9    | Grand Prix Bruno Beghelli  | Italie    | 1.1    | Filippo Pozzato    | Katusha              |
| 9    | Paris-Tours                | France    | 1.HC   | Greg Van Avermaet  | BMC Racing           |
| 9    | Paris-Tours espoirs        | France    | 1.2U   | Fabien Schmidt     | UC Nantes Atlantique |
| 11   | Prix national de clôture   | Belgique  | 1.1    | Yauheni Hutarovich | FDJ                  |
| 13   | Tour du Piémont            | Italie    | 1.HC   | Daniel Moreno      | Katusha              |
| 16   | Chrono des Nations         | France    | 1.1    | Tony Martin        | HTC-Highroad         |

### Épreuves annulées
| Date             | Course                            | Pays       | Classe | Cause |
| ---------------- | --------------------------------- | ---------- | ------ | ----- |
| 11-13 février    | Tour de la province de Grosseto   | Italie     | 2.1    |       |
| 16-20 février    | Tour de la Communauté valencienne | Espagne    | 2.1    |       |
| 19 mars          | Shalosh Kalot                     | Israël     | 1.2    |       |
| 20 mars          | Tour du Groene Hart               | Pays-Bas   | 1.1    |       |
| 12-16 avril      | Tour d'Estrémadure                | Espagne    | 2.2    |       |
| 26 avril-1er mai | Giro delle Regioni                | Italie     | 2.2U   |       |
| 28-30 avril      | The Paths of King Nikola          | Monténégro | 2.2    |       |
| 1er mai          | Trophée des grimpeurs             | France     | 1.1    |       |
| 2 mai            | Subida al Naranco                 | Espagne    | 1.1    |       |
| 28 mai           | Grand Prix Hydraulika Mikolasek   | Slovaquie  | 1.2    |       |
| 29 mai           | MDC Zavod Miru I                  | Slovaquie  | 1.2    |       |
| 4 juin           | Franco Ballerini Day              | Italie     | 1.1    |       |
| 8-14 juin        | Circuito Montañés                 | Espagne    | 2.2    |       |
| 1er-3 juillet    | Tour de Mainfranken               | Allemagne  | 2.2U   |       |
| 3 juillet        | Giro delle Valli Aretine          | Italie     | 1.2    |       |
| 10 juillet       | Tour de Frise                     | Pays-Bas   | 1.1    |       |
| 2-6 août         | Tour des Pyrénées                 | France     | 2.2    |       |
| 7 août           | Flèche du port d'Anvers           | Belgique   | 1.2    |       |
| 15 août          | Cud nad Wisłą                     | Pologne    | 1.2    |       |
| 17 août          | Gara Ciclistica Montappone        | Italie     | 1.2    |       |
| 19-21 août       | Festningsrittet                   | Norvège    | 2.2    |       |
| 27 août          | Tour de Vénétie                   | Italie     | 1.HC   |       |
| 1er-4 septembre  | Szlakiem Walk Majora Hubala       | Pologne    | 2.2    |       |
| 17 septembre     | Grand Prix de Modène              | Italie     | 1.1    |       |
| 17 septembre     | Prague-Karlovy Vary-Prague        | Tchéquie   | 1.2    |       |
| 12 octobre       | Milan-Turin                       | Italie     | 1.HC   |       |

## Classements finals
Source : UCI Europe Tour

### Classements par nations
| #   | Pays        | Pts     |
| 1.  | Italie      | 4174,2  |
| 2.  | France      | 3181,2  |
| 3.  | Pays-Bas    | 2184,34 |
| 4.  | Allemagne   | 2162    |
| 5.  | Belgique    | 1688,2  |
| 6.  | Slovénie    | 1640,4  |
| 7.  | Russie      | 1556,57 |
| 8.  | Espagne     | 1143,2  |
| 9.  | Portugal    | 1096    |
| 10. | Pologne     | 1049    |
| 11. | Turquie     | 1014    |
| 12. | Biélorussie | 903,25  |
| 13. | Lituanie    | 786     |
| 14. | Ukraine     | 758,8   |
| 15. | Croatie     | 758     |
| 16. | Royaume-Uni | 755,01  |
| 17. | Danemark    | 744     |
| 18. | Tchéquie    | 617     |
| 19. | Serbie      | 603     |
| 20. | Bulgarie    | 586     |

| #   | Pays (U23)  | Pts     |
| 1.  | Italie      | 1666,5  |
| 2.  | France      | 1541,65 |
| 3.  | Pays-Bas    | 1167,68 |
| 4.  | Russie      | 710     |
| 5.  | Allemagne   | 678,75  |
| 6.  | Belgique    | 643     |
| 7.  | Royaume-Uni | 454     |
| 8.  | Turquie     | 442     |
| 9.  | Lettonie    | 295     |
| 10. | Espagne     | 234,5   |
| 11. | Ukraine     | 227     |
| 12. | Danemark    | 218     |
| 13. | Norvège     | 214     |
| 14. | Biélorussie | 210     |
| 15. | Suède       | 205     |
| 16. | Pologne     | 198     |
| 17. | Serbie      | 190     |
| 18. | Autriche    | 186,6   |
| 19. | Grèce       | 93      |
| 20. | Slovénie    | 81      |